# Ларионов, Самсон
Самсон Ларионов (до 1704, Москва (?) — 18 мая 1742, Санкт-Петербург) — русский придворный ювелир первой трети XVIII века.

## Биография
Первые сведения о Самсоне Ларионове относятся к 1704 году, когда он взял в Оружейной палате золотую пробу для «мастерского промыслу». В 1706—1710-х годах он активно работает на царевну Наталию Алексеевну. В сентябре 1710 года Ларионов был отослан в Санкт-Петербург вместе с Михаилом Матвеевым. В Петербурге он продолжает выполнять заказы царевны вплоть до её смерти в 1716 году. 
В январе 1720 года по указу царицы Екатерины Алексеевны годовое жалование С. Ларионова увеличивается с 50 до 80 рублей. 
В 1723 году коронационная комиссия поручает ему изготовить первую российскую императорскую корону для государыни Екатерины Алексеевны, коронация которой состоялась 7 мая 1724 года. Под его руководством её создают 10 мастеров. Осенью 1727 года он изготавливает корону Петра II. Весной 1730 года в Москве вместе с золотых дел мастером Никитой Милюковым и несколькими другими московскими мастерами Ларионов создает две короны для Анны Иоанновны: Большую императорскую (для коронации), и Малую (для иных церемоний). Его карьера, успешно продолжается и в правление Анны Иоанновны. В 1731 году он числится в «штате» уже с окладом в 120 рублей. 
16 сентября 1737 года по именному указу императрицы мастеру выделено 100 рублей «на строение двора в Петербурге», который должен был располагаться недалеко от Зимнего дворца, вверх по Неве. Известно, что «придворная золотарная мастерская» Самсона Ларионова в 1740 году располагалась в старом Зимнем дворце, «в нижнем апартаменте», занимая два покоя с печью. В январе 1741 года правительница Анна Леопольдовна утвердила штат Камер-цалмейстерской конторы, в который входили пять золотых дел мастеров. Среди них был и Самсон Ларионов с тем же жалованьем в 120 рублей. Из недавно найденного документа, стало известно, что летом 1742 года императрица Елизавета Петровна приказала выдать «премию» в размере 100 рублей С. Ларионову за его участие в создание венца к её коронации. Однако, поскольку 18 мая 1742 года (как значится в документе) Ларионов скончался, эти деньги получила его вдова Матрёна Васильевна.

## Работы
В 1719 году вместе с мастером Михаилом Осиповым Самсон Ларионов выполняет для царицы Екатерины Алексеевны «большую запону яхантовую с алмазами». В этом же году он изготовил два кольца «большому человеку французу Николаю Буржуа» (знаменитому Великану Буржуа). Также для неё он вызолотил два серебряных стакана, из которых царица «изволит кушать полпиво» да шесть «чашек водочных». В 1724 году он создает епископскую митру, усыпанную драгоценными камнями с алмазным крестом по заказу новгородского архиерея Феодосия Яновского. По мнению исследователя Л. К. Кузнецовой, С. Ларионовым была выполнена погребушка-свисток (выставка «Алмазный фонд» Гохран) для наследника престола Иоанна VI Антоновича по заказу его матери Анны Леопольдовны. А к празднованию дня святых мучеников Фотия и Аникиты (небесных покровителей маленького императора) на их икону поручили Самсону Ларионову и «его товарищу Бельскому» сделать бриллиантовые кресты и венцы, а позже украсить 266 алмазами венчик на образе Владимирской Богоматери и сделать крест «из червонного золота» для великой княжны Екатерины Антоновны.
Из архивных документов известно, что Самсон Ларионов возглавлял работу по созданию коронационных венцов: корона Екатерина I (1723—1724), корона императора Петра II (1727), Большая и Малая короны Анны Иоанновны (1730), а также участвовал в изготовление Большой короны Елизаветы Петровны (1742).